# Sture Thun
Sture Ingemar Thun, född 18 mars 1929 i Veta församling, Östergötlands län, död 28 december 2020 i Mjölby distrikt, Östergötlands län, var en svensk politiker (socialdemokrat), som var ordinarie riksdagsledamot 1979–1991.

## Biografi
Sture Thun föddes 1929. Han var son till rättaren Karl Anton Thun och Anna Maria Karlsson. Thun började 1943 att arbeta på en skoindustri i Mjölby och blev arbetade från 1944–1949 på en träindustri. 1949 blev han anställd som elektriker vid Statens järnvägar. Thun blev 1968 ledamot i Mjölby kommunfullmäktige och satt då som ledamot i drätselkammaren och företagsnämnden.
Han var invald i riksdagen för Östergötlands läns valkrets.